# Moczarka kanadyjska

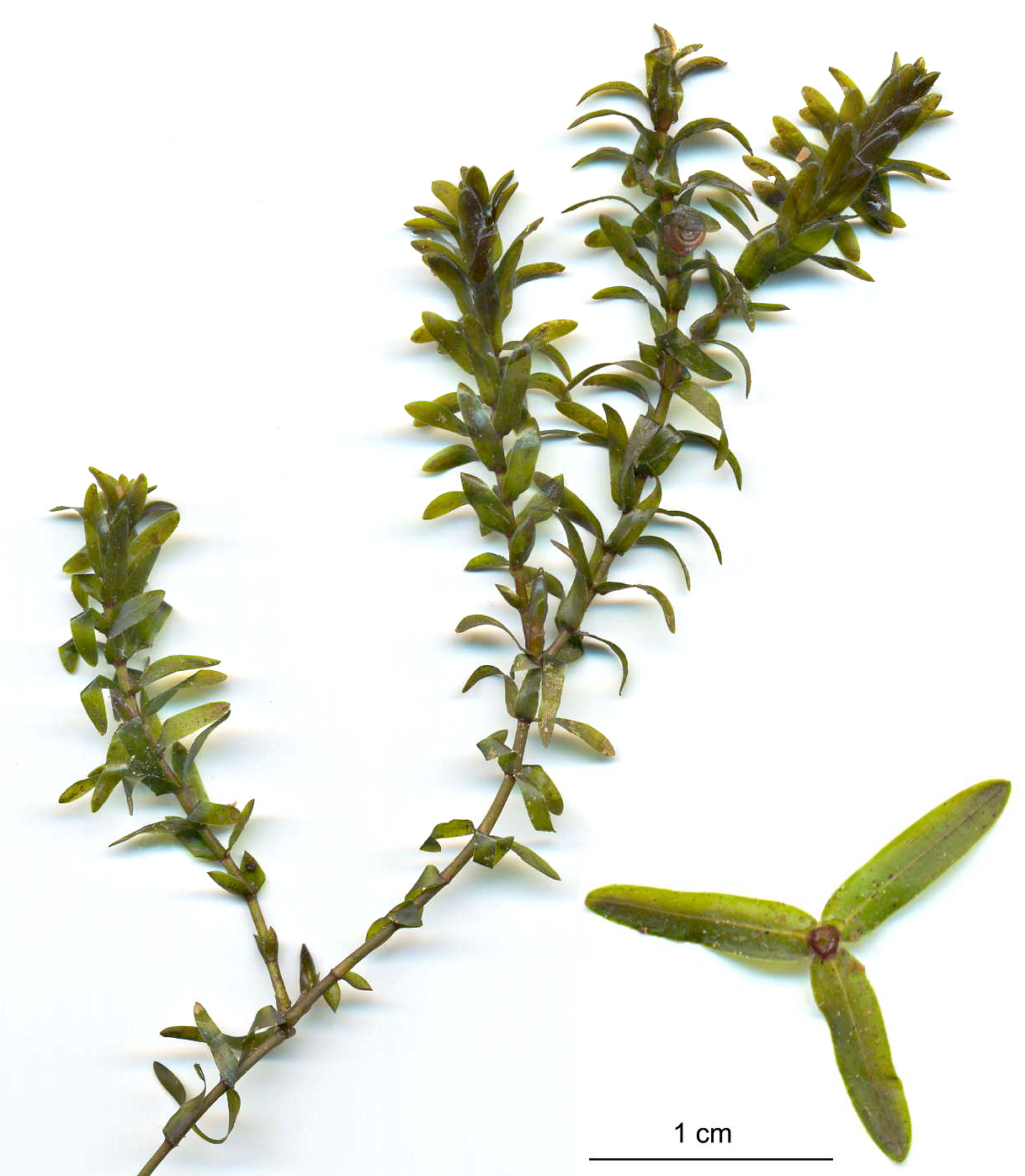
Pokrój rośliny

Moczarka kanadyjska (Elodea canadensis Michx.) – gatunek typowy rodzaju moczarka, należącego do rodziny żabiściekowatych. Pochodzi z Ameryki Północnej, skąd w XIX wieku został zawleczony do wód większej części Europy i innych części świata. W początkowym okresie inwazji gatunek ten nazywany był „zarazą wodną” z powodu problemów powodowanych w żegludze i rybołówstwie. Z czasem uciążliwości się zmniejszyły. We florze Polski gatunek ma status inwazyjnego kenofita (agriofita). W klasyfikacji roślin wodnych zaliczany jest do elodeidów. Rozmnaża się głównie wegetatywnie, a na obszarach, gdzie została zawleczona – wyłącznie w ten sposób. W Europie Środkowej występują wyłącznie osobniki wytwarzające kwiaty żeńskie. Znaczenie ekonomiczne jest niewielkie, a zwalczanie w miejscach masowego występowania – bardzo kłopotliwe.

## Zasięg geograficzny

### Zasięg naturalny
Zasięg naturalny gatunku obejmuje rozległe obszary kontynentu północnoamerykańskiego, od Kanady na północy po stany Kalifornia, Nowy Meksyk i Floryda na południu.

### Obszar inwazji
Moczarka kanadyjska rozprzestrzeniła się w Ameryce Środkowej, w północnej i południowej części Afryki, niemal na całym kontynencie europejskim, w Azji, Australii (szczególnie silna inwazja od lat 70. XX wieku), Nowej Zelandii (od drugiej połowy XIX wieku), na Hawajach i Maskarenach. Na nowych obszarach pojawia się głównie w wyniku rozprzestrzeniania jako roślina akwariowa.
W Europie po raz pierwszy odnaleziona została w stawie w Warrington koło Kilkenny w Irlandii w 1836. W 1842 zaobserwowano ją w Szkocji, w 1847 w środkowej Anglii. Równocześnie rozprzestrzeniana była w uprawie, m.in. w 1840 trafiła do Ogrodu Botanicznego w Berlinie. Z miejsc uprawy w związku z nadmiernym rozrastaniem się była wyrzucana, m.in. do rzek. Od połowy XIX wieku obserwowana była w stanie dzikim na kontynencie. W obecnych granicach Polski pierwszy raz podawana była w latach 1866 i 1867 z rejonu dolnej Odry i Gdańska. Na ówczesnych ziemiach polskich pierwszej obserwacji dokonał Marian Raciborski w 1877 (miał wówczas 14 lat), znajdując moczarkę na Dębnikach pod Krakowem. W Królestwie Polskim do końca XIX wieku znanych było ok. 30 stanowisk. W tym samym czasie w Wielkim Księstwie Poznańskim moczarka rosła już we wszystkich powiatach. W ciągu XX wieku gatunek szeroko rozprzestrzenił się w Europie Środkowej, stając się jedną z najbardziej pospolitych roślin wodnych. W Polsce na początku XXI wieku uchodził za najpowszechniejszy inwazyjny gatunek roślin wodnych, jednak o ustabilizowanej pozycji i niezagrażający miejscowym biocenozom.

## Morfologia
PokrójRoślina korzeniąca się lub unosząca się w wodzie.
KorzenieNie zawsze wykształcone – mają charakter fakultatywny. Pełnią tylko funkcję zakotwiczającą roślinę w podłożu, roślina składniki pokarmowe pobiera z wody przez liście. Są białe i nierozgałęzione. Włośniki powstają tylko w przypadku korzeni zagłębionych w dnie.
ŁodygaDługa do 60 cm, rzadziej osiągająca nawet 3 m, cienka, nitkowata, gładka i okrągła na przekroju, zwykle obficie rozgałęziona. Międzywęźla mają długość 3–7 mm. Dzięki kanałom powietrznym pędy unoszą się w wodzie, część jednak płoży się po dnie i zakorzenia.
LiściePo trzy w okółku (rzadziej 4 lub 5), w dolnej części pędu czasem po 2 (naprzeciwległe). Następujące po sobie okółki skręcone są względem siebie o 60°. Liście mają od 6 do 13 mm długości (rzadko do 17 mm) i szerokość od 1 do 5 mm, kształtu podłużnie jajowatego lub równowąsko-lancetowatego (zwłaszcza na roślinach męskich liście są wyciągnięte i wąskie), ku szczytowi zwężone i zaostrzone lub tępe. Na brzegu są drobno ząbkowane (ząbki jednokomórkowe). Liście są płasko rozpostarte lub podgięte. U nasady występują dwie całobrzegie łuski śródpochwowe.
KwiatyDrobne, rozdzielnopłciowe (wówczas roślina dwupienna), bardzo rzadko obupłciowe. W Europie tworzy niemal wyłącznie kwiaty żeńskie, kwiaty męskie stwierdzano tylko w Szkocji i Irlandii. Na antypodach w Nowej Zelandii występują tylko rośliny żeńskie, w Australii – tylko męskie.
Kwiaty wyrastają pojedynczo (rzadko kwiaty męskie po 3) w kątach górnych liści i są siedzące. Podczas kwitnienia kwiatom silnie wydłuża się nitkowata gardziel sięgająca nad powierzchnię wody. Oś ta może mieć do 30 cm długości i wyrasta w osłonce (spatha) złożonej z dwóch jajowatych listków. Listki te w kwiatach męskich osiągają 8–13 mm długości, w kwiatach żeńskich 8–17 mm. W kwiatach żeńskich oś jest rozrośniętą zalążnią.
W kwiatach męskich listki zewnętrznego okółka trójkrotnego okwiatu są owalne, zielonawe lub czerwonawe, do 5 mm długości i 2,5 mm szerokości. Listki okółka wewnętrznego są białawe i osiągają 5 mm długości przy 0,7 mm szerokości. Znajduje się w nich 7, do 9, rzadko do 18 pręcików, których nitki złączone są w kolumienkę. Główki pręcików mają 1,7–3 mm długości i zawierają ziarna pyłku połączonego w tetrady. Dojrzałe kwiaty męskie odrywają się i na odgiętych listkach okwiatu unoszą się na wodzie. Wewnętrzny okółek pręcików ma wzniesione główki pręcików, działające jak żagiel, zewnętrzne są rozpostarte na boki, tak by ułatwić zapylenie napotkanych kwiatów żeńskich.

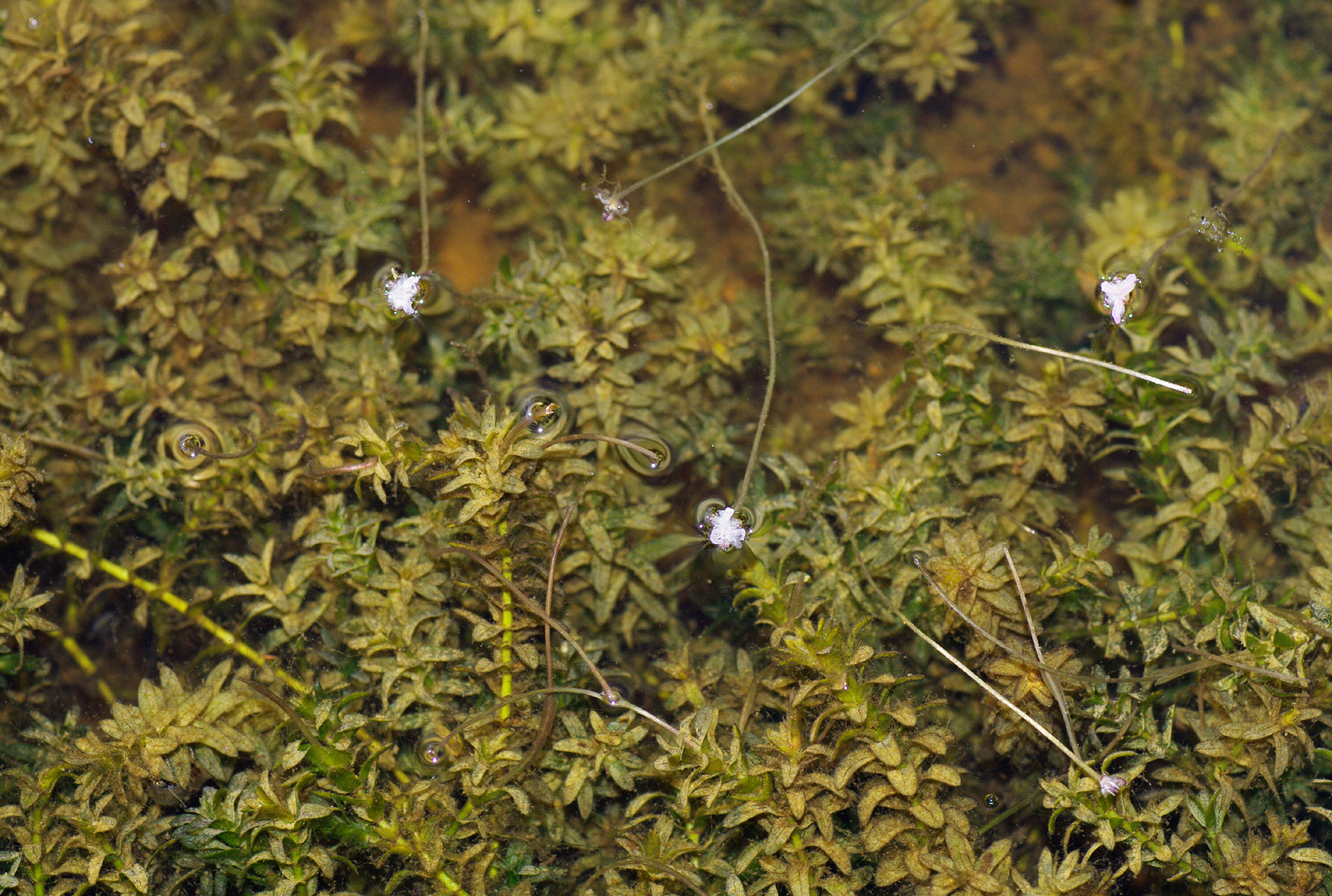
Rośliny z kwiatami

W kwiatach żeńskich eliptyczne listki zewnętrznego okółka okwiatu są białawe i mają do 2,2 mm długości i 1,1 mm szerokości, listki okółka wewnętrznego są białoróżowe i przy 2,6 mm długości osiągają do 1,3 mm szerokości. Wydłużona zalążnia tworzy oś kwiatu na szczycie z wystającym spomiędzy listków okwiatu słupkiem zakończonym trzema znamionami.
OwoceOwalne jagody o średnicy ponad 6 mm, zawierające wrzecionowate nasiona o długości 4–5,7 mm. W Europie owoce nie były obserwowane.
Gatunki podobneMoczarka delikatna (Elodea nuttallii) różni się dłuższymi, węższymi i bardziej zaostrzonymi liśćmi zebranymi w okółkach po 3–4 (liście u tego gatunku są 3–10 razy tak długie jak szerokie, u moczarki kanadyjskiej – 2–5 razy), poza tym węzły u tego gatunku są czerwonofioletowe, a u moczarki kanadyjskiej zielone. Moczarnica argentyńska (Egeria densa) ma w okółku po 4–5 liści (rzadziej od 3 do 8). Przesiąkra okółkowa (Hydrilla verticillata) ma liście dłuższe (10–20 mm długości), ostro ząbkowane i zebrane po 3–6, w górnej części pędu po 5–6. U nasady liści znajdują się dwie wystrzępione łuski (u moczarki całobrzegie).

## Anatomia
Łodyga okryta jest pojedynczą warstwą komórek tworzących epidermę. Kora pierwotna składa się z miękiszu i przestworów powietrznych. W prostym walcu osiowym znajduje się tylko wiązka protoksylemu. W liściach miękisz jest niezróżnicowany i zredukowany. Liście są cienkie – składają się tylko z dwóch warstw komórek i są przejrzyste. Środkiem biegnie nierozgałęziająca się wiązka przewodząca, a wzdłuż brzegu 2–3 szeregi komórek sklerenchymatycznych.

## Rozwój
Jest to bylina zimująca w postaci pączków zimowych powstających późnym latem w formie krótkich, gęsto ulistnionych bocznych pędów oraz w postaci ulistnionych pędów na dnie zbiornika wodnego. Przeżywa zamrożona w lodzie, a pod pokrywą lodową potrafi nawet wolno rosnąć. Kwitnie od maja do sierpnia. Płciowo rozmnaża się tylko w obrębie naturalnego zasięgu, w Europie wyłącznie wegetatywnie, poprzez fragmentację pędów. Przed kwitnieniem pąki kwiatowe zamknięte są w osłonkach po czym podczas kwitnienia osie kwiatów wydłużają się szybko wynosząc je nad powierzchnię wody. Dojrzałe kwiaty męskie odrywają się od roślin i unoszone na powierzchni wody zapylają kwiaty żeńskie po zetknięciu się z nimi. Kwiaty są krótkotrwałe, ich żywotność nie przekracza 48 godzin. Po zapłodnieniu oś kwiatu szybko rośnie nierównomiernie w różnych częściach, co w efekcie powoduje jej skręcenie i wciągnięcie tworzącego się owocu pod wodę. Rozmnażanie płciowe odgrywa niewielką rolę także w obrębie naturalnego zasięgu – dojrzałe nasiona powstają rzadko, co tłumaczy się tym, że pędy obciążone owocami mają utrudnione warunki rozwoju – zwykle opadają na dno.

## Genetyka i zmienność
Liczba chromosomów 2n = 24, 48. Z powodu rozmnażania wegetatywnego zróżnicowanie genetyczne tego gatunku jest niewielkie. Na obszarach, gdzie jest rośliną inwazyjną i gdzie nie następuje rozmnażanie płciowe, zmienność tłumaczona jest tylko mutacjami somatycznymi.
Tak jak w przypadku wielu innych makrofitów występuje znaczna zmienność fenotypowa. Do czynników w istotny sposób modyfikujących kształt organów wegetatywnych należy zwłaszcza światło i temperatura. W zależności od dostępności światła powstają tzw. formy cieniowe i świetlne. Te pierwsze są rzadko ulistnione (mają długie międzywęźla).
Zmienność organów wegetatywnych była powodem opisywania w przeszłości odmian, a nawet wyróżniania odmiennych morfologicznie form jako odrębnych gatunków (np. formy szerokolistne: Elodea canadensis var. latifolia (Casp.) Asch. & Graebn., Elodea oblongifolia Michx. ex Casp., wąskolistne: var. angustifolia (Muhl.) Farw., Elodea linearis (Rydb.) H.St.John). Z kolei okazy o kwiatach obupłciowych i rozdzielnopłciowych były traktowane nawet jako różne rodzaje (Apalanthe i Anacharis), stanowiące obecnie synonimy dla rodzaju Elodea. W efekcie zmienność fenotypowa i kłopoty z rozpoznaniem biologii kwitnienia zaowocowały opisaniem wielu taksonów, których nazwy tworzą dziś długą listę nazw synonimicznych gatunku.
Typ nomenklatorycznyOkaz zielnikowy zebrany przez Augustina Gattingera w stawie w okolicach Nashville w Tennessee. Okaz ten przechowywany jest w herbarium Ogrodu Botanicznego Missouri w Saint Louis.

## Ekologia

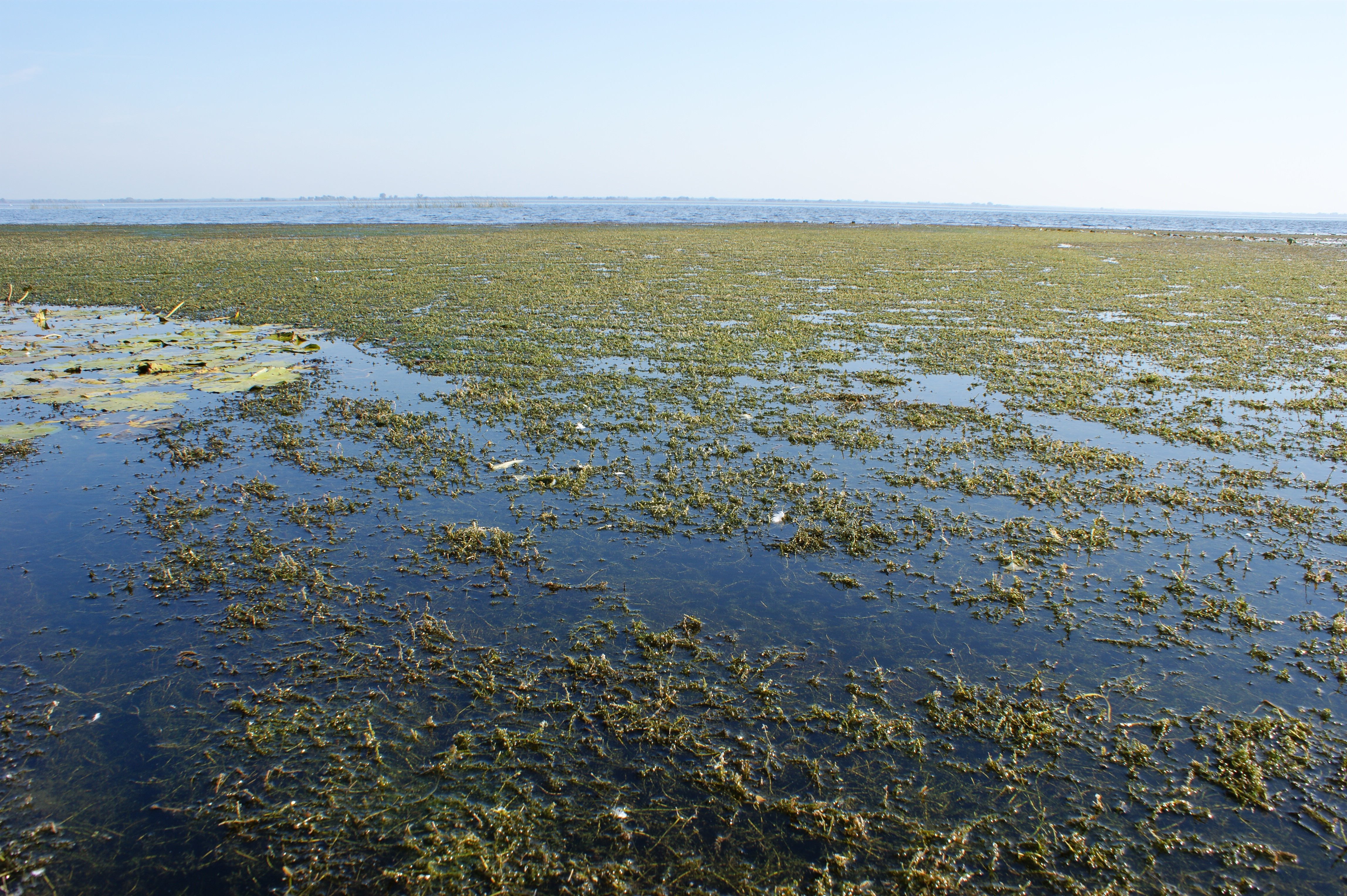
Kożuch moczarki kanadyjskiej w Jeziorze Dąbie w Szczecinie

### Siedlisko
Moczarka kanadyjska rośnie w wodach stojących i wolno płynących. Ma bardzo szeroką tolerancję ekologiczną wobec siedliska – występuje we wszystkich rodzajach wód, z wyjątkiem słonych i skrajnie ubogich w substancje organiczne oraz skrajnie dystroficznych. Zasiedla stoki den jezior, stawów i głębszych rowów, rzeki i inne zbiorniki, także astatyczne. Rośnie zwykle do głębokości nieco ponad 2 m, choć obserwowana była w czystych wodach nawet na głębokości 10 m (na Nowej Zelandii). Najlepiej rośnie w wodach przezroczystych, żyznych, bogatych w wapń i potas (powyżej 3 mg/l tlenku potasu K
2O). Nie rośnie w wodnach pozbawionych żelaza. Nie toleruje silnego falowania. Ustępuje z wód przeżyźnionych, ale bardzo silnie rośnie w żyznym podłożu. W warunkach polskich pojezierzy nizinnych nieco częściej występuje na większej wysokości nad poziomem morza (mediana ok. 120 m n.p.m.) i o dłuższym czasie retencji (ok. dwóch lat).
Obok gałęzatki kłębiastej (Cladophora glomerata) jest jedynym gatunkiem rośliny utrzymującym się w intensywnie użytkowanych kanałach żeglugowych. Toleruje takie warunki, ponieważ w miejscach takich rzadko lub wcale się nie korzeni, a powtarzające się uszkodzenia mechaniczne nie tylko przeżywa, ale wręcz umożliwiają jej one rozprzestrzenianie dzięki wysokiej zdolności do rozmnażania wegetatywnego.
Moczarka kanadyjska odgrywa dużą rolę w zarastaniu zbiorników, zwłaszcza w fazie początkowej. Zarosnąć może całe misy płytkich jezior i stawów. W mniejszym stopniu jej występowanie przyczynia się do wypłycania zbiorników z powodu szybkiego rozkładu produkowanej przez nią biomasy.

### Fitosocjologia
W Europie środkowej występuje przeważnie masowo, tworząc jednogatunkowe skupienia. W fitosocjologii gatunek charakterystyczny dla Cl. Potametea, Ass. Elodeetum canadensis, ale wchodzi też w skład wielu zbiorowisk roślinnych ze związku Potamion, rośnie także w szuwarach oraz jako gatunek towarzyszący w rozmaitych zbiorowiskach roślinności wodnej. Zespół moczarki kanadyjskiej wypiera inne zespoły roślin zanurzonych i korzeniących się na dnie (związek Potamion), sam natomiast przegrywa konkurencję z zespołami roślin zakorzenionych z liśćmi pływającymi (związek Nymphaeion) i szuwarami.
W Ameryce Północnej moczarka kanadyjska jest rozpowszechnionym, ale zwykle niezbyt licznym składnikiem różnych zbiorowisk roślinności wodnej. Na różnych obszarach należy do najpospolitszych roślin wodnych (np. w stanie Waszyngton). W Polsce występuje w mniej niż połowie dużych (o powierzchni powyżej 50 ha) jezior, a jej fitocenozy zajmują w nich średnio 3,5% powierzchni fitolitoralu (od 0,005% do 37%).

### Inwazyjność

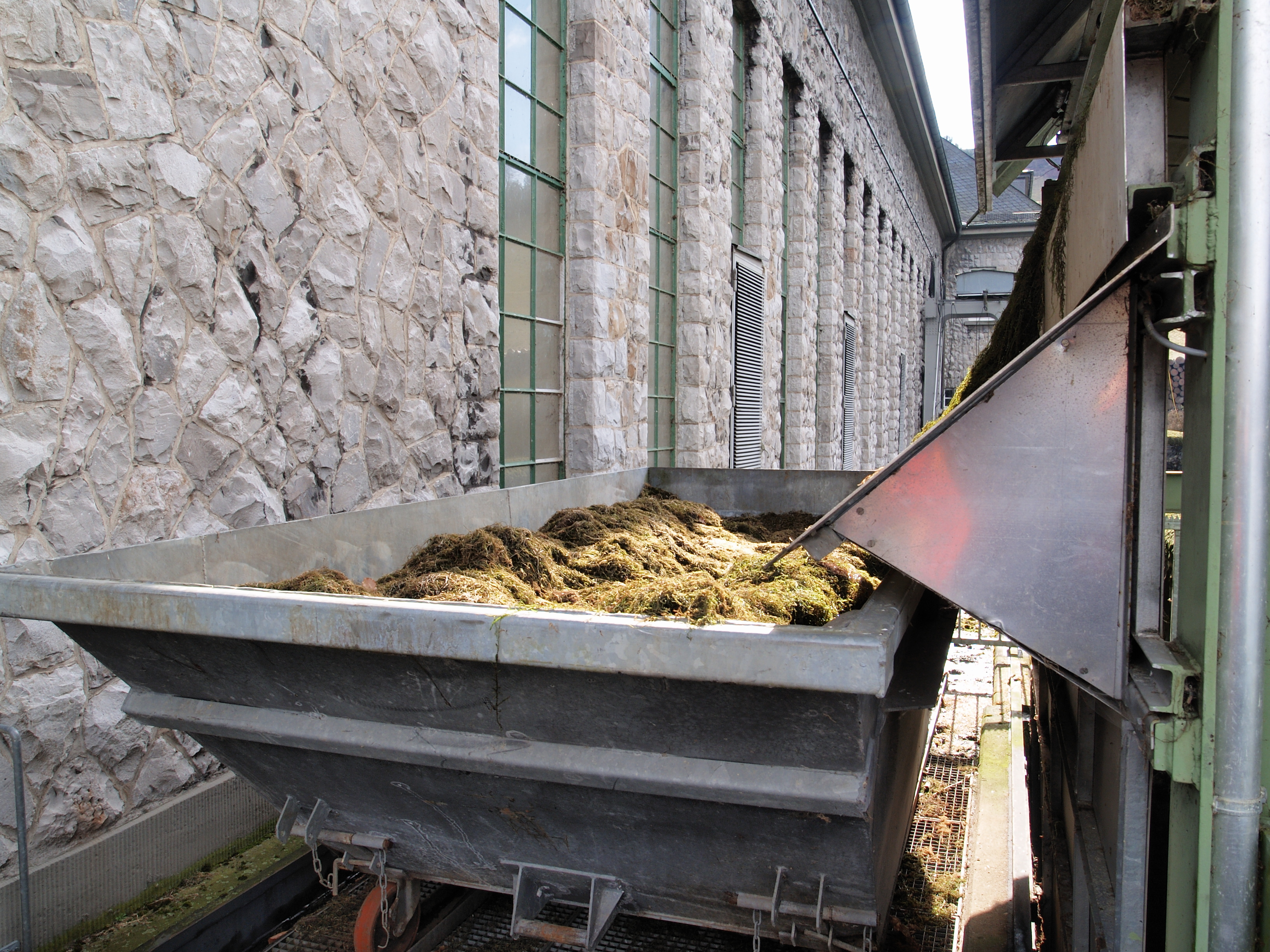
Moczarka kanadyjska w urządzeniach filtrujących w elektrowni na tamie jeziora Sorpesee w Niemczech

W miejscach występowania poza zasięgiem naturalnym rośnie często tak masowo, że zachwaszcza zbiorniki wodne wypierając inne gatunki roślin. W związku z tym nazywana jest też „zarazą wodną”. Szybko rozprzestrzeniająca się i masowo rosnąca moczarka stała się plagą jezior i kanałów żeglugowych w Anglii w latach 60. i 70. XIX wieku, a w następnych dziesięcioleciach w krajach kontynentalnej Europy. Powodowała wielkie utrudnienia w żegludze i rybołówstwie, rosnąc w wielkich ilościach zapychała śluzy wodne, owijała się na śrubach okrętowych. Pojawiając się masowo, utrudnia korzystanie rekreacyjne z wód oraz przepływ wód w kanałach i rowach. Z czasem jednak uciążliwości związane z tym gatunkiem przestały być w Europie tak dokuczliwe, a jego liczebność zaczęła się zmniejszać. Ograniczenie inwazyjności moczarki na kontynencie europejskim w ciągu XX wieku tłumaczone jest ograniczeniem dostępności zredukowanych form żelaza, będących istotnym mikroelementem dla jej siły wzrostu. Postępująca eutrofizacja i ocieplenie klimatu mogą jeszcze bardziej zmniejszyć przewagę konkurencyjną moczarki w środkowej Europie.

### Zależności międzygatunkowe
W Europie, na Nowej Zelandii i w Australii masowy rozwój moczarki ogranicza różnorodność miejscowej flory. Z inwazją moczarki w Europie wiązano ustępowanie m.in. przesiąkry okółkowej Hydrilla verticillata, jednak badania ekologiczne wskazują na nieco odrębne preferencje ekologiczne obu gatunków (moczarka preferuje wody bogatsze w fosforany, potas, sód i chlorki, z podłożem uboższym w materię organiczną). W obrębie naturalnego zasięgu notuje się z kolei ustępowanie moczarki z powodu inwazji gatunków europejskich – wywłócznika kłosowego Myriophyllum spicatum i przesiąkry okółkowej H. verticillata. W wielu miejscach w Europie moczarka kanadyjska ustępuje moczarce delikatnej (Elodea nuttallii), rozprzestrzeniającej się na tym kontynencie od połowy XX wieku. Przyczyną jest większa tolerancja moczarki delikatnej na zmiany warunków świetlnych oraz wzrost zawartości fosforanów w wodzie. Także gałęzatka kłębiasta (Cladophora glomerata) ogranicza wzrost moczarki z powodu skutecznej konkurencji o dwutlenek węgla i podnoszenia zasadowości wody.
Moczarka kanadyjska jest rośliną pokarmową ptaków wodno-błotnych, zwłaszcza kaczkowatych, dla bobrów i piżmaków. Skupienia moczarki stanowią siedlisko dla wielu wodnych bezkręgowców oraz schronienie dla małych ryb i płazów. Na moczarkach żerują m.in. błotniarki stawowe oraz gąsienice Acentria ephemerella – jedynego gatunku motyla, który w postaci imago żyje pod wodą. Ponieważ ulistnione pędy moczarki kanadyjskiej pozostają żywotne do późnej jesieni i nierzadko zimują – rośliny te ułatwiają przetrwanie tego okresu faunie peryfitonowej. Stwierdzono allelopatyczną aktywność moczarki ograniczającą tworzenie się biofilmu sinicowego, który mógłby zmniejszać dostępność światła.

## Nazewnictwo
Gdy w latach 70. XIX wieku odkryto moczarkę na ziemiach polskich, nazywana była początkowo powszechnie elodeą od nazwy naukowej. W encyklopedii Orgelbranda pojawiła się pod hasłem „wodna zaraza”. Określenie „moczarka” odnotowane zostało po raz pierwszy w publikacji Edwarda Janczewskiego z 1876 (Poszukiwania nad powstawaniem korzonków u roślin ziarnowych, Pamiętnik Akademii Umiejętności w Krakowie).
Nazwa naukowa wraz z pierwszym opisem taksonomicznym gatunku i zarazem rodzaju Elodea (w ówczesnym ujęciu autora stanowiącego takson monotypowy) pojawiła się w pracy Flora Boreali-Americana z 1803 roku wydanej przez François André Michaux w 1803. Autorstwo opisów tych taksonów przypisywano co prawda także Louisowi C. Richardowi, mającemu mieć anonimowy wkład w powstanie Flora Boreali-Americana. Nie znaleziono jednak na to wiarygodnych dowodów i jego autorstwo nie jest uznawane ani przez Index Kewensis, ani przez inne bazy danych taksonomicznych. Nazwa Elodea pochodzi od greckiego słowa helodes oznaczającego ‛moczarowy, bagienny’. Epitet gatunkowy canadensis oznacza ‛kanadyjski’.

## Zastosowanie
AkwarystykaRoślina zalecana do akwariów zimnowodnych, w których pozostaje zielona przez cały rok. Może być sadzona na dnie w piasku lub swobodnie pływać. Chętnie jest zjadana przez wiele ryb. Preferuje wodę twardą i nie za ciepłą (optymalna temperatura to 10–18 °C). Skład chemiczny wody ma małe znaczenie. Zaleca się sadzenie w środkowej lub tylnej części akwarium, wśród roślin o szerokich liściach.
OgrodnictwoRoślina wskazana do uprawy w oczkach wodnych, ponieważ dobrze je natlenia, daje dobre schronienie dla drobnych ryb i bezkręgowców, intensywnie pobiera składniki odżywcze z wody, przez co hamuje rozwój glonów.
Rybactwo śródlądoweGatunek ceniony ze względu na silne wzbogacanie wody w tlen i jako substrat – miejsce składania ikry ryb. Z drugiej strony ze względu na silny przyrost biomasy wymaga kontroli i ograniczania liczebności w stawach rybnych, gdzie bywa szczególnie uciążliwa.
RolnictwoZe względu na duży przyrost biomasy niekiedy używana jest na paszę dla świń i drobiu oraz nawóz zielony o wysokiej wartości nawozowej.
Biologiczne oczyszczanie wódDzięki szybkiemu tempu pobierania pierwiastków (zarówno z wody, jak i z osadów) i ich wysokiej akumulacji jest wykorzystywana w biologicznych oczyszczalniach ścieków. Ze względu na wymagania tlenowe i nietolerancję wysokiego stężenia azotu mineralnego i fosforu, stosowana jest, jednak w zakresie ograniczonym, do oczyszczania wód pościekowych lub jako uzupełnienie silnie rosnących helofitów. Dzięki tym właściwościom dawniej była wykorzystywana w browarnictwie do zmiękczania wody – sadzona w ciekach wodnych doprowadzających wodę do browarów.
ZiołolecznictwoIrokezi używali naparu z moczarki kanadyjskiej jako silnego środka wymiotnego.
BiomonitoringMoczarka jest jednym z gatunków uwzględnianych w obliczaniu Makrofitowego Indeksu Rzecznego na potrzeby monitoringu jakości wód. Ma wartość L = 5 wskazującą na niezbyt wysoką trofię siedliska i przeciętną wartość W = 2 oznaczającą średnią tolerancję ekologiczną.

## Uprawa
Roślinę rozmnaża się wegetatywnie poprzez podział pędów, które sadzi się do szerokich, ale płytkich pojemników po kilka sztuk i umieszcza na głębokości 20–50 cm. Można też pozyskać jesienią turiony i z nich odrodzić rośliny wiosną. Sadzić ją należy w miejscach o spokojnej toni, gdzie nie ma ruchu wody, który mógłby pokrywać liście osadem. Jako podłoże wystarczy sam piasek lub żwir (służy tylko do zakotwiczenia roślin). Dobrze rośnie zarówno na stanowiskach słonecznych, jak i ocienionych.

## Zwalczanie
W oczkach wodnych wystarczy w razie potrzeby przerzedzić rośliny. W większych zbiornikach opanowanych przez moczarkę za ekonomicznie uzasadnione i skuteczne uznaje się osuszenie, stosowanie herbicydów, introdukcję amura białego. Ze względu na skutki dla środowiska, metody te stosowane mogą być w zasadzie tylko w kanałach żeglugowych, rowach i stawach rybnych, niemających większego znaczenia przyrodniczego. Mechaniczne zwalczanie nie jest zalecane, gdyż fragmentacja pędów ułatwia jej rozprzestrzenianie. W sytuacji jednak, gdy moczarka jest już w zbiorniku rozpowszechniona, może to być sposób na ograniczenie jej biomasy. Osuszanie zbiornika jest skuteczną metodą pozbycia się moczarki, choć muszą istnieć do tego odpowiednie warunki. Poza tym osuszenie skutecznie eliminuje ją tylko gdy zostanie wykonane w okresie upałów letnich lub mrozów. Herbicydy mają ograniczony efekt z powodu warstwy bakterii i peryfiton izolujący liście oraz tworzenie przez gęsto rosnące moczarki grubej warstwy pędów, co utrudnia zniszczenie ich w całości. Użycie herbicydów jest też zwykle nieskuteczne w wodach płynących. Do zwalczania moczarki stosuje się fluridon, terbutrynę, akroleinę. W warunkach laboratoryjnych odkryto także, że moczarki niszczone są przez grzyb z rodzaju Fusarium.